# 同济大学汽车学院
同济大学汽车学院成立于2002年，前身为1988年建立的同济大学机械设计及制造专业（汽车方向）。同济大学的汽车专业是学校的优势专业之一，与吉林大学汽车工程学院、清华大学汽车工程系等被一同公认为是中国高校中最优秀的一批汽车专业。

## 历史沿革
1988年，同济大学与德国布伦瑞克工业大学合作，成立机械设计及制造专业（汽车方向）。1991年，独立建立汽车工程系。1999年，同济大学与上汽集团共同成立汽车营销管理学院。2002年，同济大学新能源汽车工程中心成立。同年4月，原汽车工程系、汽车营销管理学院、新能源汽车工程中心合并为汽车学院。汽车领域专家、现为全国政协副主席、中国科技部部长的万钢出任学院首任院长。2004年，按照上海市人民政府建立上海国际汽车城的方案，同济大学汽车学院迁入新建成的位于上海国际汽车城的同济大学嘉定校区。2009年，中国第一座汽车整车风洞——同济大学上海地面交通工具风洞中心成立。

## 学科方向
同济大学汽车学院的学科方向包括汽车工程、车用动力系统、汽车电子、车身与空气动力学、汽车产品管理与营销、车用新能源技术与汽车试验技术。

## 知名教授
以下列出同济大学汽车学院部分现任与前任教授：
- 万钢：全国政协副主席、中国科学技术协会主席，原中华人民共和国科学技术部部长，同济大学前校长
- 锺志华：中国工程院院士，湖南大学前校长、同济大学前校长
- 李骏：中国工程院院士（双聘）、中国汽车工程学会理事长
- 余卓平：国家973计划重点项目首席科学家、中国汽车工程学会会士
- 杨志刚：长江学者特聘教授、“千人计划”特聘专家
- 韩志玉：“千人计划”特聘专家、国际汽车工程师学会会士
- 李理光：国际汽车工程师学会会士、中国汽车工程学会会士
- 吴光强：国际汽车工程师学会会士、美国机械工程师学会会士
- 陈虹：中国自动化学会会士、中国汽车工程学会会士
- 张立军：中国汽车工程学会会士